# Lutzomyia choti
Lutzomyia choti är en tvåvingeart som först beskrevs av Floch H., Abonnenc E. 1941.  Lutzomyia choti ingår i släktet Lutzomyia och familjen fjärilsmyggor. Inga underarter finns listade i Catalogue of Life.